# Féminisme chicana
Le féminisme chicana est un mouvement politique, social et culturel qui veut lutter contre les multiples formes de discrimination subies par les femmes chicanas, c’est-à-dire les femmes d’origine mexicaine vivant aux États-Unis. Né dans les 1960, il inclut différents champs disciplinaires comme la sociologie, l’économie, la philosophie, la littérature et l’art.

## La communauté chicana aux États-Unis

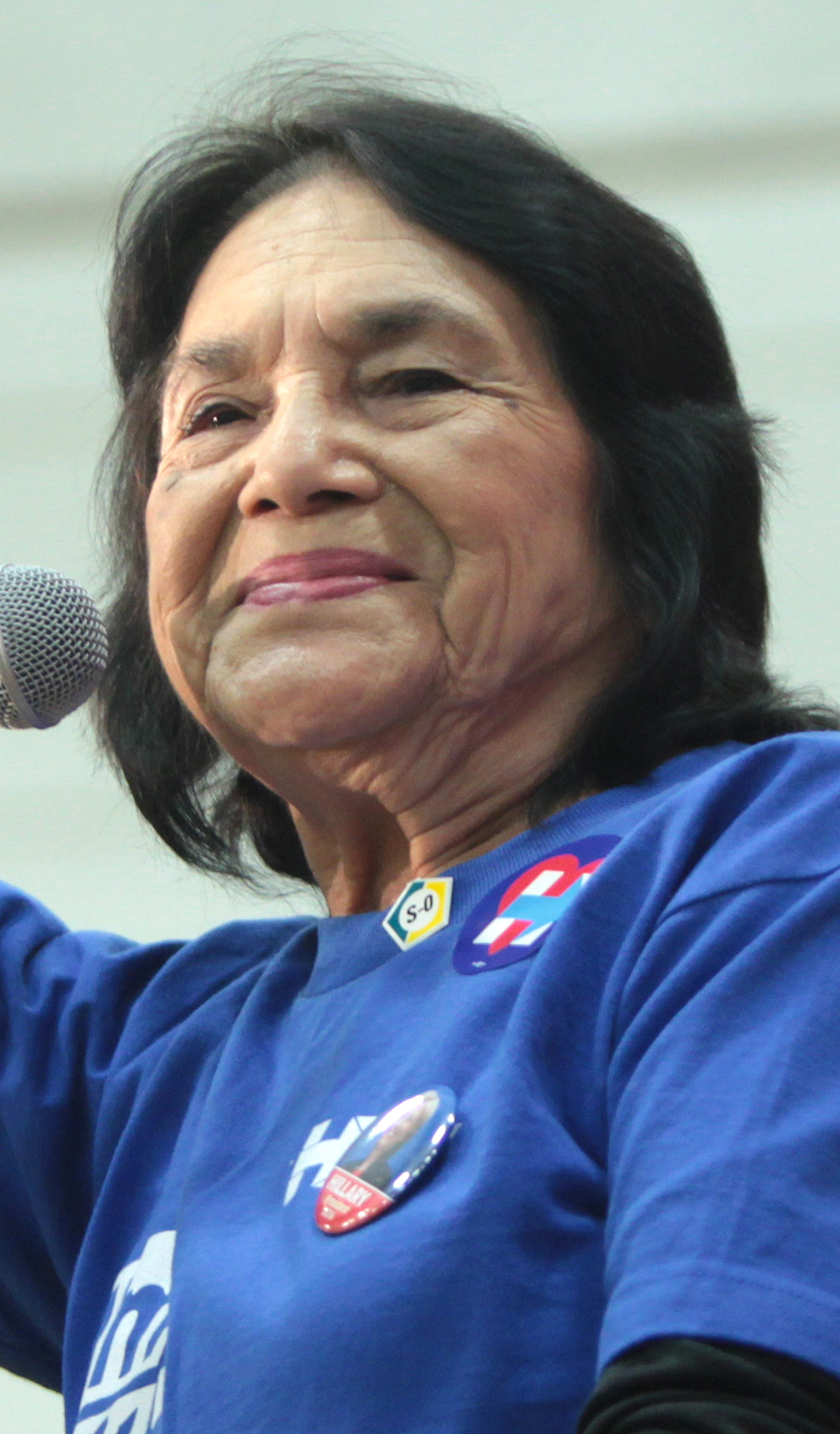
Dolores Huerta grande figure du militantisme féministe chicana

La communauté chicana aux États-Unis est une communauté à la formation relativement ancienne et complexe.
Dès le milieu du XIXe siècle, le Mexique connait ses premières vagues de migration vers les États-Unis dues à la guerre. Une forte population latino-américaine commence alors à apparaitre aux États-Unis. Plus tard, au cours du XXe siècle, les migrations économiques, qui ne se limitent plus uniquement au Mexique mais également à d’autres pays d’Amérique Latine, vont accroitre à nouveau cette population. Cette population est donc diverse et variée et regroupe des individus d’origines différentes qui vont se mélanger. 
De ce fait, aujourd’hui, l’identité chicana ne se limite pas forcément seulement à la population issue de l’immigration mexicaine, mais à la population latino-américaine de manière générale. C’est pourquoi l’identité chicana est difficile à définir avec précision, et peut admettre plusieurs définitions d’un penseur à l’autre. 
C’est à partir de cette population issue de l’immigration latino-américaine qu’une véritable identité chicana est née. Cette identité inclut aujourd’hui des coutumes et un ensemble de traditions qui s’incorporent dans la culture américaine.

## Spécificités du féminisme chicana

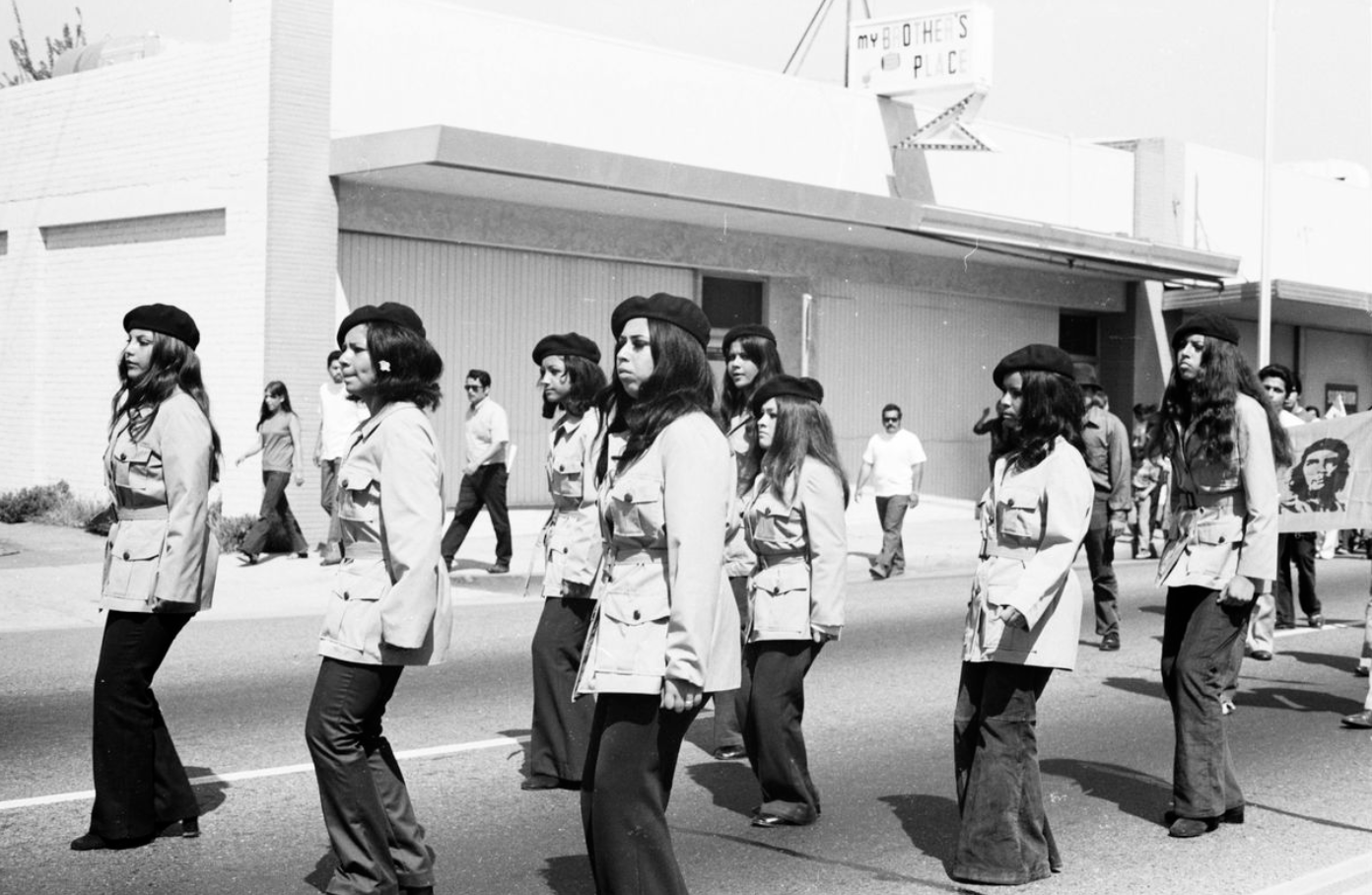
Marche de femmes du mouvement chicano Brown Berets en 1970

### Position à l'égard du nationalisme culturel chicano
Le féminisme chicana représente une lutte « à la fois nationaliste et féministe », selon Alma M. Garcia. Les femmes d'origine mexicaine se sont engagées dans le cadre du mouvement des droits civiques chicano, qui était dominé par des hommes ; elles ont alors contesté l'idéologie masculine du nationalisme chicano, et revendiqué l'égalité des sexes au sein de ce mouvement. Le féminisme chicana a pu être considéré comme une source de division, susceptible d'affaiblir le mouvement chicano, confronté au racisme ; pour certaines femmes (qui ne se sont pas jointes aux féministes) la lutte contre l'inégalité raciale devait passer avant la lutte contre l'inégalité des sexes.

### Position à l'égard du féminisme américain
Le féminisme chicana a d'abord convergé avec les luttes des autres féminismes aux États-Unis. Progressivement, les luttes du féminisme chicana se centrent essentiellement sur les oppressions liées au patriarcat et au capitalisme. Les féministes chicana mettent en évidence la manière dont les femmes d'origine mexicaine sont sujettes à la pauvreté et au sexisme d’une manière particulière, qui se distingue des hommes chicanos, mais aussi des femmes blanches. Elles cherchent donc à s’ancrer dans leurs propres réalités et ne pas séparer leurs analyses de leur expérience de femmes chicanas. « Les féministes chicana ont critiqué les féministes blanches pour avoir abordé l'oppression de genre en prenant en compte seulement les conditions de vie des femmes. Du point de vue des féministes chicana, le mouvement féministe blanc négligeait les effets de l'oppression raciale et de classe subie par les Chicanas et d'autres femmes de couleur ».

### Chicanas et intersectionnalité
L’intersectionnalité désigne le fait de subir plusieurs formes de domination simultanément dans une société donnée. Ces différentes dominations se juxtaposent et s’associent : aucune ne précède une autre. Ainsi, les femmes chicanas se trouvent dans une position d’intersectionnalité dans la société américaine.
Les femmes chicanas se situent à l’intersection du genre, de l'ethnie de la culture. En tant que femmes, elles subissent la domination masculine. En tant qu’individus issus de l’immigration latino-américaine, elles subissent des dominations raciales. Enfin, en tant qu’individus installés aux États-Unis mais ayant des origines étrangères, elles subissent des discriminations propres à leur double culture. Ces différentes formes de domination s’associent pour former une domination propre aux femmes chicanas.  
Cette idée d'intersectionnalité est particulièrement étudiée dans la perspectives des études postcoloniales, et nourrit d'autres types de féminismes, tel que le black feminism.  
De ce fait, le féminisme chicana est né d’un sentiment de non représentativité dans les mouvements déjà existants, car aucun ne tenait compte de toutes les intersections qui concernaient les femmes chicanas. Elles ne se sentaient pas représentées complètement par le féminisme blanc existant aux États-Unis, ni par le mouvement de défense des droits chicanos. Elles ont donc rencontré un besoin de distinction des mouvements déjà existants pour obtenir une meilleure considération de toutes les formes de domination qui les concernent.

## La notion de «situation frontalière»

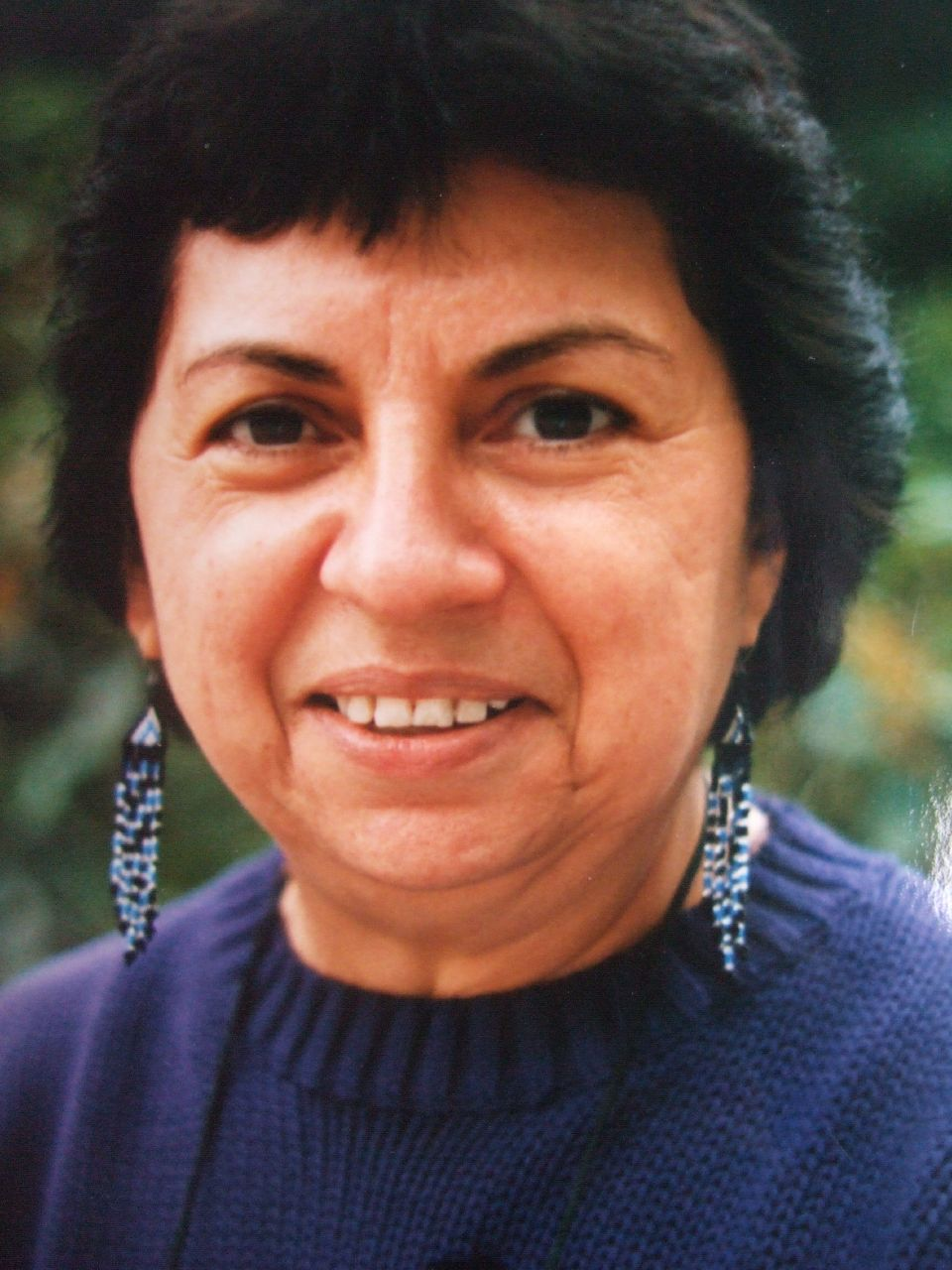
Gloria Anzaldua

Le féminisme chicana a théorisé la notion de frontière (en anglais « borderland »), proche de la notion d'intersectionnalité,. Occuper une position frontalière, c'est se situer au croisement de plusieurs formes d'oppression, liées par exemple au sexe et à la race ; ce peut être aussi adopter une position ambivalente à l'égard des normes sociales, posture qui est celle des personnes queer notamment. 
La notoriété de ce concept doit beaucoup à Gloria Anzaldua (1942-2004), auteure de Borderlands/La Frontera: The New Mestiza (en). G. Anzaldua  parle de « nouvelle conscience  métisse » qu'elle envisage comme une conscience frontalière, au sens où cette conscience a fait l'expérience de plusieurs types d'oppression, mais aussi au sens où cette conscience ou cette subjectivité est « transnationale », capable de migrer, de passer d'un territoire à l'autre, et de s'hybrider culturellement,.

## Luttes et activités culturelles
Leurs luttes sont tournées vers la sphère du travail, de la vie publique, de la vie maritale et familiale : les féministes chicanas sont préoccupées par des problèmes spécifiques aux femmes comme le droit à l'avortement mais aussi par des problèmes plus larges comme «les inégalités en matière d'éducation, la ségrégation professionnelle, la pauvreté, le manque de services de garde d'enfants adéquats, les droits sociaux, la réforme des prisons, les soins de santé et les réformes du système juridique». 
 
Les diverses analyses du féminisme chicana s'ancrent dans des champs disciplinaires variées : la politique, l'Histoire, mais aussi la littérature et la musique. Ainsi, ces analyses nourrissent une culture riche et variée. 
La revue Regeneracion (Régénération) fondée au début des années 1970 par Francisca Flores compte parmi les publications importantes au sein du mouvement féministe chicana, de même que le journal El Grito del Norte (Le Cri du Nord) (1968-1973) dirigé par Enriqueta Longeaux y Vasquez et Elizabeth Martinez, ou encore le journal de San Francisco La Razón Mestiza (La cause Mestiza) créé par Dorinda Moreno en 1974.
Les féministes chicanas lesbiennes participent à de nombreuses activités mais ne commencent à être écoutées et incluses dans les revendications qu'à la fin des années 1970.

## Figures importantes

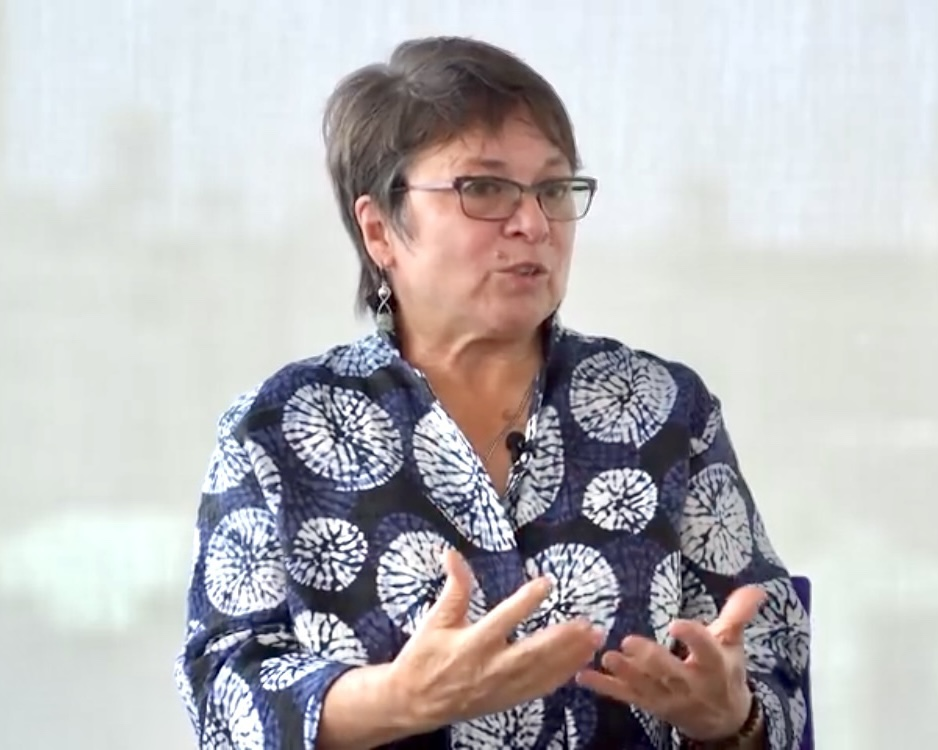
Cherríe Moraga

Plusieurs personnalités marquent l'histoire du féminisme chicana :
- Norma Alarcón (en), universitaire et fondatrice du Third Woman Press (en)
- Gloria Anzaldúa[4],[9] : Elle est une autrice, poétesse et universitaire. Elle est militante du féminisme chicana et une des figures majeures de ce mouvement. Elle est une des premières penseuses du Queer dans le féminisme chicana.
- Yreina Cervantez : elle est une artiste qui, par sa renommée nationale et internationale, a contribué à faire connaître l'activisme chicana.
- Martha P. Cotera : elle est une bibliothécaire et écrivaine chicana. Elle est une importante activiste du mouvement chicano et du féminisme chicana. Elle a participé, au nom des femmes chicanas, à la National Women's Conference de 1977.
- Martha Gonzalez : elle est une musicienne, chanteuse et théoricienne de la musique féministe chicana. Elle est également professeure à l'université et travaille sur les Latina et chicana Studies. Elle a largement permis de faire connaitre la musique chicana, notamment grâce à son groupe Quetzal.
- Yolanda López (en), peintre et productrice de films.
- Cherríe Moraga[4] : elle est une autrice, poétesse, dramaturge et militante du féminisme chicana. Son père est un homme blanc et sa mère est mexicaine. Elle est lesbienne, motif que l'on retrouve beaucoup dans ses poèmes. Elle travaille donc sur les identités multiples.
- Anna Nieto-Gomez : elle est une activiste majeure du féminisme chicana. Elle travaille sur les inégalités entre hommes et femmes en particulier sur le plan économique. Elle analyse le fossé qui les sépare et le phénomène de féminisation de la pauvreté, et cela en perspective avec les spécificités chicanas. Elle a créé le journal féministe Encuentro Feminil.
- Estela Portillo-Trambley : pionnière de la littérature chicana, dans laquelle elle inclut les thématiques du féminisme chicana.
- Chela Sandoval : elle est une théoricienne du féminisme postcolonial et intersectionnel, professeure agrégée en Chicana Studies et activiste.